# Rhipogonaceae
Rhipogonaceae су мала фамилија вишегодишњих монокотиледоних биљака, која обухвата само један род и 6 врста. Име фамилије је скоро публиковано, и статус фамилије не признају сви класификациони системи.